# 淺井虎夫
淺井虎夫（日語：浅井 虎夫 / あさい とらお、1877年8月23日—1928年12月1日）為日本歷史學者。専門研究中國法制史、中日关系史。

## 經歷
兵庫縣神戶市出生。1896年（明治29年）、兵庫縣尋常中學校畢業，後就讀第五高等学校。1899年（明治32年）、進入東京帝國大學文科大學漢學科史部就讀。追隨東洋史市村瓚次郎、國史星野恒、經濟史内田銀藏、法制史宮崎道三郎等學者學習。1902年畢業。後再進入東大研究所學習。
1905年，受囑託設置臺灣總督府臨時台灣舊慣調查會，從事『清國行政法』的編纂。1915年（大正4年），完成『清國行政法』同時辭掉調査會一職回日本。
1923年，就任福岡高等學校（現在九州大學教養部）教授。1928年（昭和3年）8月，生病後從福岡高等學校退休。同年12月去世，享年52歲。

## 著書
- 『支那法制史』 博文館（日语：博文館） 1904年
- 『支那日本通商史』 金港堂（日语：金港堂）書籍 1906年
- 『女官通解』 五車楼 1906年
- 『支那ニ於ケル法典編纂ノ沿革』 京都法学会 1911年